# Pal Zileri
Pal Zileri ist eine 1980 von Gianfranco Barizza und Aronne Miola gegründete Modemarke im Besitz der italienischen Gruppo Forall. Sie ist spezialisiert auf Herrenbekleidung im gehobenen Preissegment. Sitz des Unternehmens ist Quinto Vicentino in der Provinz Vicenza (Region Venezien).
Pal Zileri entwirft, produziert und vertreibt u. a. hochpreisige Konfektionsmode sowie Accessoires.  Das Unternehmen wird von Marco Barizza geführt.

## Geschichte
1970 stieg die Gruppo Forall, eine Gruppe venezianischer Textilhändler, in die Textilproduktion ein. Das Label Pal Zileri wurde 1980 von Gianfranco Barizza und Aronne Miola gegründet.
In den 1980er Jahren ging die Marke verschiedene Kooperationen mit etablierten italienischen Modelabels wie Soprani, Verri oder Trussardi ein.
In den 1990er Jahren expandierte das Unternehmen weiter. Seit dem Jahr 2000 steigerte Pal Zileri seine Umsätze, vor allem dank eines verstärkten Store-Netzwerks, kontinuierlich (2008: 140 Mio. Euro). Zudem wurde die Angebotspalette erweitert und diversifiziert. 
Pal Zileri operiert hauptsächlich vom Stammsitz in Quinto Vicentino aus. Die Marke hat sich von dort aus in über 70 Ländern etabliert. 2014 übernahm die staatseigene katarische Investmentgesellschaft Mayhoola zunächst 65 % und 2016 schließlich 100 % der Anteile an Forall Confezioni S.p.a.

## Wirtschaftliche Struktur
Die Forall Confezioni S.P.A., der Pal Zileri angehört, ist eine Aktiengesellschaft. Der Großteil der Aktien befindet sich im Besitz der Familien Miola, Barizza und Bellet. Im Jahr 2008 kaufte der ägyptische Textil- und Modekonzern Arafa Holdings 35 % der Anteile von Forall.
Pal Zileri verfügt weltweit über rund 100 Monolabelstores sowie 1000 Fachgeschäfte, die Mode der Marke vertreiben.

## Trivia
In den 1990er Jahren war Pal Zileri Trikotsponsor des italienischen Fußball-Erstligisten Vicenza Calcio. Der Bekanntheitsgrad der Marke erhielt auf diese Weise – vor allem durch Vicenzas Sieg im Finale der Coppa Italia 1997 – eine deutliche Steigerung in Italien. Zu bekannten Trägern der Mode von Pal Zileri gehören unter anderem Rod Stewart, Mickey Rourke sowie der internationale Spitzenkoch Gordon Ramsay.